# 伊藤ゆう
伊藤 ゆう（いとう ゆう、1959年1月20日 - ）は、日本の漫画家。血液型はA型。鳥取県境港市出身。女性。夫は漫画家の楠みちはる。1980年代から2000年ごろまで、『別冊フレンド』の一線で活躍した。代表作に『まっ赤なキャベツ』・『39℃ショック』・『ダイナマイトキッス』。

## 来歴・作風
高校2年の時より、『別冊少女フレンド』に初投稿し、佳作二席を受賞。その後、2作ほど投稿したが、しばらく間をあけて、大学2年の時に久しぶりに応募した「誤解がもとではじまって」（『ラブリーフレンド』1979年3月号掲載）でデビュー。デビューから2年ほど、漫画家・大和和紀のアシスタント・大学生を掛け持ちしていた。
好きな漫画家として忠津陽子・岸裕子・萩尾望都・竹宮惠子をあげており、当初は『週刊マーガレット』・『りぼん』・『少女コミック』などを愛読しており、『花とゆめ』や『LaLa』などにも目を通していたそうである。その後、 文月今日子の作品に夢中になり、『別フレ』に投稿するようになった。
高校生を主人公とする作品が多く、その生き生きとしたかわいらしさに憧れているという。また、サバっとしていて、明るい作品が多く、あまりドロドロした情念を描くのは苦手だという。
初期の作品は元気があり、微笑ましい感じのものであったが、転期となったのは、窪田僚原作の「ヘッドフォンララバイ」から。以降、アダルトタッチのラブコメが多くなり、絵柄も華やかなものへと変化していっている。

## 単行本リスト
特筆なきものは、講談社コミックスフレンドKCB。
- ずっこけ委員長　ISBN 978-4061064997　1980年4月
- あじさい気分は恋人さん　ISBN 978-4061065451　1982年2月
- ヘッドフォンララバイ（原作：窪田僚）　ISBN 978-4061065543　1982年6月
- フルーツバスケット　ISBN 978-4061065666　1982年11月
- 思いっきりトマト　ISBN 978-4061065796　1983年5月
- シンデレラたいむ　ISBN 978-4061065963　1984年1月
- 気まぐれジョーカー（全2巻）

1. ISBN 978-4061066199　1984年11月
2. ISBN 978-4061066212　1984年12月

- ふわり蒼空　ISBN 978-4061066342　1985年6月
- まっ赤なキャベツ（全4巻）

1. ISBN 978-4061066502　1985年12月
2. ISBN 978-4061066588　1986年3月
3. ISBN 978-4061066731　1986年8月
4. ISBN 978-4061066823　1986年11月

- Skip!（全2巻）

1. ISBN 978-4063027174　1987年12月
2. ISBN 978-4063027204　1988年1月

- 39℃ショック（全3巻） 1988年6月、7月、8月
- やったぜBaby!（全3巻）

1. ISBN 978-4063027709　1989年6月
2. ISBN 978-4063027761　1989年8月
3. ISBN 978-4063027822　1985年10月

- ダイナマイトキッス（全4巻）

1. ISBN 978-4063027945　1990年2月
2. ISBN 978-4063028065　1990年6月
3. ISBN 978-4063028249　1990年12月
4. ISBN 978-4063028331　1991年3月

- Dear（全2巻）

1. ISBN 978-4063028553　1991年10月
2. ISBN 978-4063028997　1992年2月

- 1000の鼓動（全2巻）

1. ISBN 978-4063028904　1992年9月
2. ISBN 978-4063028997　1992年12月

- 天使のDeja-Vu　ISBN: 978-4063029123　1993年4月
- 悲しみよ　こんにちは（全2巻）

1. ISBN 978-4063029307　1993年10月
2. ISBN 978-4063029468　1994年3月

- 人魚姫（マーメイド）2001-AQUA-（全3巻）

1. ISBN 978-4063030747　1997年8月
2. ISBN 978-4063031041　1998年4月
3. ISBN 978-4063031317　1998年10月

- Tokyoブローカー（原作：楠みちはる） モーニングKC

1. ISBN 978-4063288803　2003年4月22日発売

- バツ彼（原作小松江里子） BE-LOVE コミックス、ISBN 978-4063191462　2004年10月20日発売

## 関連人物
- 真柴ひろみ - 友人の漫画家